# Richard Siward

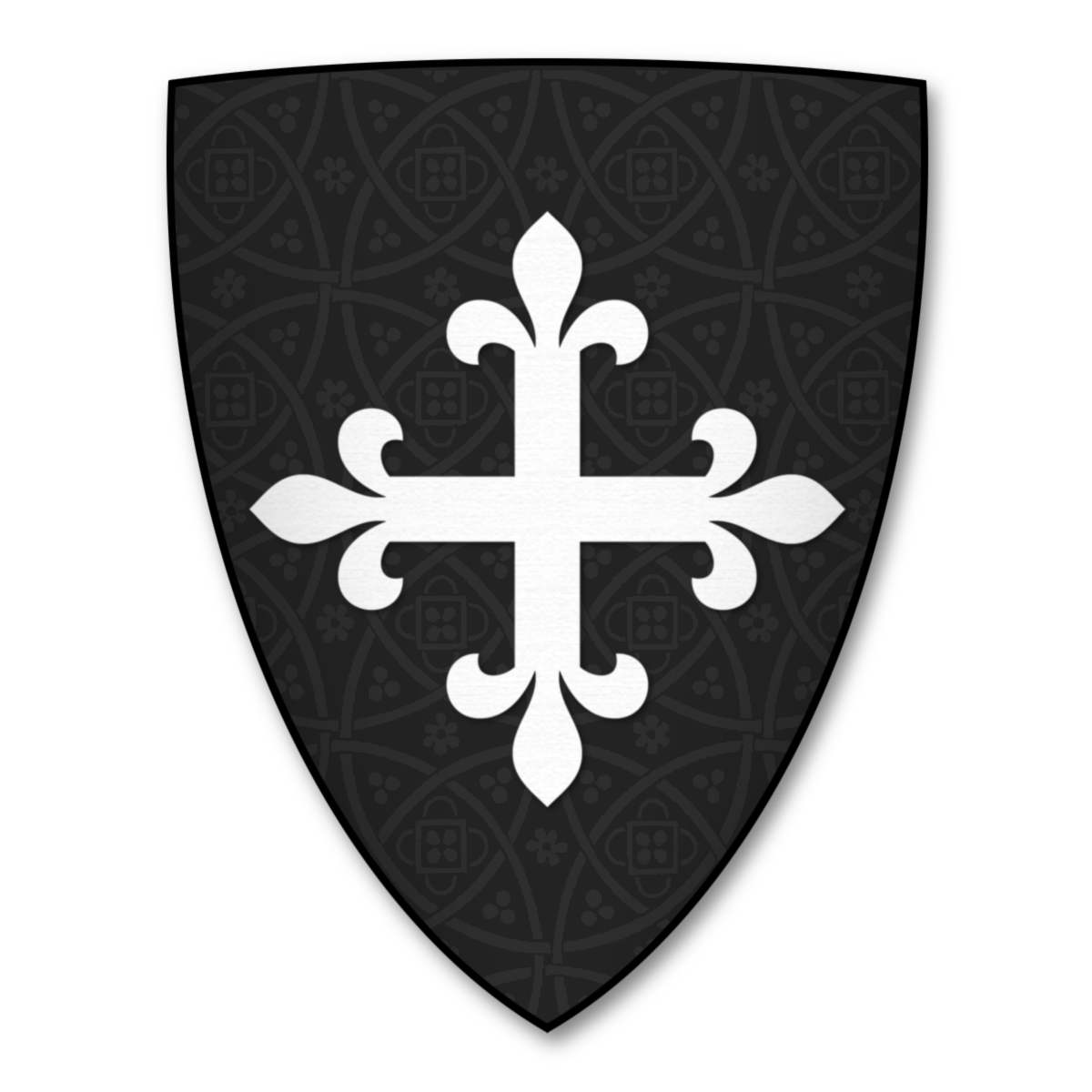
Wappen von Richard Siward

Sir Richard Siward (auch Suard, Sewad oder Syward; † um 1248) war ein englischer Ritter, Söldner und Höfling. Als Kriegsheld stieg er durch die Gunst eines mächtigen Schutzherrn aus einfachen Verhältnissen zu einem wohlhabenden Grundbesitzer auf. Nach dem Tod seines Gönners fehlte ihm später in den Machtkämpfen und Intrigen der damaligen Zeit diese Unterstützung, so dass er den Großteil seiner Besitzungen am Ende seines Lebens wieder verlor.

## Herkunft und frühe Karriere
Die Herkunft von Siward ist ungewiss. Zu Beginn seiner Laufbahn wird er Richard, Sohn von Siward genannt, was auf eine angelsächsische Abstammung schließen lässt. Möglicherweise ist er mit einem jungen Mann namens Richard aus Farnham in Yorkshire identisch, der gegen Ende der Herrschaft von König Johann wegen Totschlag festgenommen und angeklagt wurde, doch später wieder frei kam und als Soldat eines ungenannten Adligen aus Yorkshire diente. Erstmals sicher wird Siward um 1215 als Gefolgsmann von William de Forz, einem Adligen aus Yorkshire erwähnt. Zusammen mit anderen Gefolgsmännern von Forz wechselte Siward als Ritter in das Gefolge von William Marshal, 2. Earl of Pembroke, mit dem er während des Ersten Kriegs der Barone 1216 in London auftaucht. Nachdem er noch 1216 den französischen Kronprinzen Ludwig unterstützt hatte, kämpfte er 1217 in der Seeschlacht von Sandwich 1217 auf dem Flaggschiff von Hubert de Burgh gegen die französische Flotte. Nach dem Ende des Kriegs der Barone wechselte er wieder in den Dienst von Forz und unterstützte diesen 1220 bei dessen erfolglosen Revolte gegen den König. Er entkam aus dem belagerten Castle Bytham und versteckte sich im Februar 1221 für eine oder zwei Wochen vor den königlichen Soldaten in den Wäldern von Northamptonshire. Schließlich ergab er sich und musste als Rebell England verlassen, bis er im September 1221 begnadigt wurde.

## Gefolgsmann von William Marshal

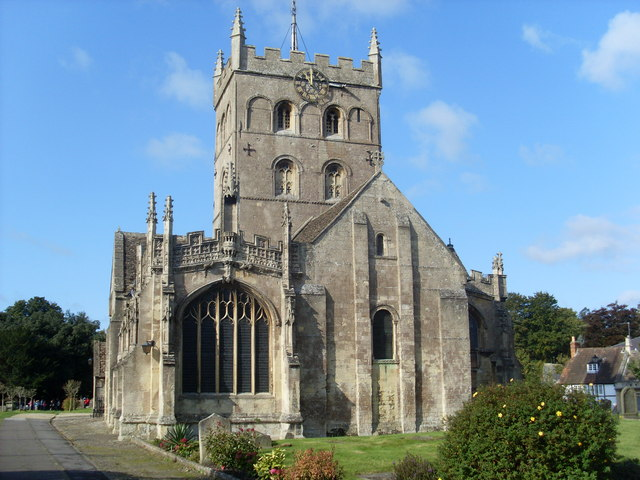
Die Kirche St John in Devizes, wo Siward Hubert de Burgh aus seinem Kirchenasyl befreite

1223 gehörte er wieder zum Gefolge von William Marshal, den er bei seinen Kämpfen in Südwales gegen den walisischen Fürsten Llywelyn ab Iorwerth unterstützte. Von 1224 bis 1226 war er vermutlich mit Marshal in Irland, und 1230 nahm er mit Marshal am Frankreichfeldzug von König Heinrich III. teil. Marshal belohnte ihn mit der Überlassung mehrerer Güter, und durch Marshals Verbindungen konnte er im Oktober 1229 die verwitwete Philippa Basset heiraten, dessen erster Ehemann Henry de Beaumont, 5. Earl of Warwick kurz zuvor verstorben war. Philippa war eine der drei Erbtöchter von Thomas Basset aus Headington, ihr Cousin Gilbert Basset war ebenfalls ein Gefolgsmann von William Marshal. Philippa brachte ihren Erbteil sowie ihr stattliches Wittum mit in die Ehe. Damit wurde Siward wohlhabend, obwohl sein Patron William Marshal 1231 starb und er die von ihm erhaltenen Güter an seinen Bruder Walter Marshal übergeben musste.

## Beteiligung an der Rebellion von Richard Marshal
Als Gilbert Basset 1233 wegen eines Streits mit dem königlichen Günstling Peter de Maulay bei König Heinrich III. in Ungnade fiel, verlor auch Siward die Gunst des Königs und wurde fälschlicherweise beschuldigt, seine Frau, die Witwe eines Kronvasallen, ohne Erlaubnis des Königs geheiratet zu haben. Siwards und Bassets Besitzungen wurden beschlagnahmt, worauf die beiden im August zu Richard Marshal nach Südwales flohen. Dieser begann kurz darauf seine Rebellion gegen den König, und im Auftrag von Marshal begann Siward von Südostwales aus mehrere Raubzüge nach England. Ende September führte er eine etwa 80 bis 100 Mann starke Truppe bis nach Langley in Berkshire, wo sie ein Gut von Bischof Peter des Roches, dem führenden Günstling des Königs, plünderten. Am 29. Oktober führte Siward seine Streitmacht aus Rittern und walisischen Söldnern im Nebel nach Devizes in Wiltshire. Sie konnten sich unentdeckt der Stadt nähern und griffen sie dann unter dem Kriegsgeschrei der Waliser an, worauf die Verteidiger und Bewohner in Panik flüchteten. In der Stadt konnte Siward so Hubert de Burgh, den Gegenspieler von Peter des Roches, aus seinem Kirchenasyl befreien, nachdem die die Kirche belagernden königlichen Soldaten geflohen waren. Zusammen mit de Burgh zog sich Siward zurück, setzte von Aust mit Booten über den Bristol Channel und erreichte trotz Verfolgung durch eine königliche Flottille aus Bristol sicher Chepstow in Südostwales. Durch diese kühnen Raubzüge wurde Siward zum Symbol des Widerstandes gegen die verhasste Herrschaft der Poitevins, der aus Frankreich stammenden Günstlinge des Königs. Im November nahm Siward vermutlich an dem vergeblichen Angriff auf Monmouth Castle teil, während er im Dezember wieder Überfälle nach England unternahm. Siward setzte seine Raubzüge fort, bis Richard Marshal im April 1234 in Irland starb und die Rebellion zusammenbrach.

## Aufstieg als Grundbesitzer und Höfling
Nach dem Scheitern der Rebellion wurden Siward und Basset, die auf ihren Raubzügen nach Möglichkeit keine Besitzungen des Königs angegriffen hatten, im Mai 1234 vom König begnadigt. Siward wurde am 28. Mai in den königlichen Rat berufen und wurde zeitweise Verwalter von Glamorgan und von Bolsover Castle in Derbyshire, im Juli wurde er Verwalter von Swansea Castle und Gower. Zwischen Oktober 1233 und Juni 1234 hatte Siward in Südwales die Herrschaften Ruthin, Talyfan und Llanbethian erwerben, wobei ungeklärt ist, ob er sie als Geschenke von Richard Marshal erhalten hat oder ob er sie während seiner Amtszeit als Verwalter erworben hat. Hubert de Burgh übergab ihm Besitzungen in Northants und König Alexander II. von Schottland, der seine ritterlichen Taten bewunderte, übergab ihm 1235 Kellie Castle sowie weitere Ländereien in Aberdour in Schottland. Bei der Krönung von Eleonore, der Frau von König Heinrich III. am 27. Januar 1236 hatte er die Ehre, das Zepter zu tragen. Siward hatte sich jedoch auch mächtige Feinde gemacht. Thomas de Beaumont, 6. Earl of Warwick, der Stiefsohn seiner Frau aus ihrer ersten Ehe, war volljährig geworden und forderte das Wittum seiner Mutter zurück. Ein weiterer erbitterter Gegner war Richard von Cornwall, der Bruder des Königs, dessen Güter in Buckinghamshire während der Rebellion von Richard Marshal zweimal das Ziel von Siwards Raubzügen gewesen waren. Nach einem Streit während einer Ratssitzung verlangte Richard von Cornwall am 28. April 1236 die Verbannung von Siward, was der König jedoch ablehnte. Im Juni opponierten Simon de Montfort und weitere Höflinge gegen Siward, der schließlich am 4. Juli festgenommen wurde. Durch die Fürsprache des schottischen Königs kam er jedoch innerhalb von 14 Tagen wieder frei und wurde wieder in den Hofstaat des englischen Königs aufgenommen, und auch in den nächsten Jahren genoss er die Gunst des Königs. Während des Saintonge-Kriegs 1242 diente Siward als Knight Banneret im Poitou. Vermutlich söhnte er sich um diese Zeit auch mit Simon de Montfort aus, dessen Gefolgsmann er wurde. Dennoch wurde er in weitere Schwierigkeiten verwickelt. 1241 war sein Freund Gilbert Basset gestorben, und seine Frau Philippa ließ sich im Herbst 1242 rasch von ihm scheiden.

## Machtkampf in Wales und Tod
Um diese Zeit wurde er in einen Streit zwischen Hywel ap Maredudd, dem walisischen Lord von Meisgyn und Richard de Clare, dem Lord von Glamorgan verwickelt. Richard de Clare, der als Earl of Hertford einer der mächtigsten englischen Magnaten war, hatte nach seiner langen Minderjährigkeit wieder selbst die Verwaltung von Glamorgan und seiner weiteren Besitzungen in Wales übernommen. In Glamorgan kam es ab 1242 zu einem Konflikt zwischen Hywel ap Maredudd und Gilbert III de Turberville, dem englischen Lord von Coity Castle. Richard de Clare hatte einen Waffenstillstand zwischen seinen beiden Vasallen vermittelt, doch auch Siward hatte zwischenzeitlich Angriffe auf das walisische Meisgyn, das nördlich an seine Besitzungen in Glamorgan grenzte, unternommen. Er musste sich deshalb in Cardiff vor Clare verantworten, dennoch kam es zu keinen Frieden zwischen ihm und seinem walisischen Nachbarn, der nun als Vergeltung englische Siedlungen angriff. Erst Ende 1244 kam es schließlich zu einer Einigung zwischen Siward und Hywel ap Maredudd, der nun jedoch mit Unterstützung von Siward Angriffe auf die Güter von Richard de Clare unternahm. Am 5. Juli 1245 wurde Siward von Richard de Clare verhaftet, als er eine Gerichtsverhandlung besuchen wollte. De Clare bot ihm an, die Rechtmäßigkeit seiner Angriffe durch einen Zweikampf gegen Stephen Bauzan, einen seiner Ritter, zu beweisen, was Siward ablehnte. Daraufhin musste Siward seine Besitzungen in Glamorgan als Pfand abtreten, bis er sich vor einem Gericht verantworten würde. Siward beschuldigte Richard de Clare, dass dieser vor allem seine Güter, die er 1233 oder 1234 erworben hatte, sich aneignen wolle und verweigerte seine Teilnahme an den von Clares Gefolgsleuten kontrollierten Gerichtsverhandlungen. Als er wiederholt nicht vor Gericht erschien, wurde er am 30. Oktober 1245 geächtet und seine Güter beschlagnahmt. Anschließend besetzte Clare auch Meisgyn und vertrieb Hywel ap Maredudd. Der Streit führte 1247 zu einem Verfahren vor dem königlichen Gericht, das im Juli 1248 immer noch nicht entschieden war. Siward erlitt einen schweren Schlaganfall und starb vermutlich Ende 1248.

## Nachkommen
Siward hatte aus der Ehe mit Philippa einen Sohn, Richard Siward, der bei seinem Tod noch minderjährig war und in Schottland bei König Alexander II. aufwuchs. Er erbte die schottischen Güter, auf denen seine Nachfahren bis 1360 lebten. Daneben hatte Siward einen unehelichen Sohn namens Daniel, dem er vor 1245 Land in Merthyr Mawr in Glamorgan übergeben hatte.